# Jonathan Beaulieu-Bourgault
Jonathan Beaulieu-Bourgault, meglio noto come Jonathan Bourgault (Montréal, 27 settembre 1988), è un ex calciatore canadese, di ruolo centrocampista.

## Carriera

### Club
Bourgault ha iniziato a giocare nelle giovanili del Lakers du Lac Saint-Louis all'età di 15 anni dal 2003 al 2005. Nel 2006 viene acquistato dal St. Pauli, con la quale in due stagioni totalizza 57 presenze e 2 gol. Nel 2008 viene preso in prestito dal Wilhelmshaven, che se lo terrà per una stagione in prestito, in cui totalizzerà 23 presenze e un gol e un'altra con l'acquisto ufficiale, con la quale totalizza una presenza.
Nel 2010 viene acquistato dal Preußen Münster, con la quale totalizza 58 presenze e una rete.

### Nazionale
Dal 2004 al 2007 ha giocato nell'Under-17 e Under-20, con la quale ha totalizzato anche due reti, una per nazionale. Dal 2009 è convocato nella nazionale maggiore. Nel 2011, per la CONCACAF Gold Cup 2011, è nella lista dei 23 convocati per il torneo perso dalla sua squadra ai quarti di finale.